# 上海杏花楼酒家
上海杏花楼酒家，隶属于杏花楼食品餐饮股份有限公司，原名杏华楼，是上海的一家传统餐饮、食品加工店，始建于1851年，属于海派粤菜馆，以制作广式月饼著称。杏花楼总店位于黄浦区福州路343号，是中华老字号之一，声名遍布海内。
除上海杏花楼酒家以外，杏花楼食品餐饮股份有限公司还拥有南新雅大酒店、 新雅粤菜馆、沈大成、功德林素食、扬州饭店、小绍兴酒家、清真洪长兴、燕云楼、老正兴、德大西餐、上海五芳斋、德兴面馆、老半斋、鲜得来、小金陵、大壶春、成昌园子店这十七个上海著名餐饮品牌。

## 历史
1851年，在沪广东人徐阿润于福州路山东路转角处创立杏华楼。专营广式餐饮。徐阿润早年曾在外国轮船上掌厨，退休后在上海利用自己的养老金开设了这家小吃店。白天主要供应广州风味的腊饭，晚上供应五香粥、鸭子粥、云吞等。1872年，徐阿润因年近耄耋，于是将杏华楼盘给他人经营，后多次易手。
民国初年，由于来沪经商的粤商逐渐增多，因此以粤菜为主的杏华楼生意日渐兴隆，于是原先一开间的门面不敷使用。当时的店主李金海为了满足日益增长的客流，因此与他人合伙在今址翻建一座二层楼房。广东番禺人李金海，自1888年开始，便在杏华楼厨房担任学徒，后成为该店名厨，1927年经过店员一致推荐，开始执掌杏华楼。1927年，杏华楼再度翻修，建成一座七开间、四层高的酒楼，全店可同时开宴席将近百桌，成为当时沪上最大粤菜馆。申城工商界、军政各界名人都曾前往就餐，李宗仁、孙科、杜月笙等常至杏花楼就餐。此外一些官方大型宴会也放在杏花楼举行，该店曾于三十年代举办过上海市教育局就国联教育考察团抵沪的欢迎晚宴，国联教育考察团中就包括法国著名物理学家保罗·朗之万。由此可见当年杏华楼就已经名扬沪上。由于业绩斐然，店主认为原店名不够文雅，因而决定更改店名。后经一位中学教师苏某建议，随据唐朝大诗人杜牧的诗句“牧童遥指杏花村”而更名为今名，即杏花楼。并且，聘请同为粤人的清末榜眼、知名书法家朱汝珍题写了“杏花楼”三字作为招牌。

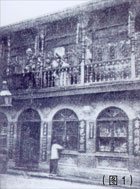
杏花楼

抗战以后，杏花楼于1947年4月15日改制为股份有限公司，并更名为上海杏花楼升记股份有限公司，李金海担任公司董事长。1956年，杏花楼进行公私合营，至1966年完全成为国营酒楼。1998年再度改制成立杏花楼企业股份有限公司，2002年更成今名。2003年，SARS时期，利用停业时期进行酒店翻修，遂成今日规模。
2021年12月5日，杏花楼福州路总店重装开业，开业后的门店还与香港团队合作，引入香港厨师梁国权，还推出新版菜单。

## 特色菜肴
杏花楼知名菜肴主要包括：明炉叉烧、脆皮烧鸭、西施虾仁、蛇羹、香露葱油鸡、清炖海狗鱼、龙虎斗、植物四宝等三四百种。其中最为知名的菜肴则为龙虎斗，杏花楼制作该菜肴时，选用眼镜蛇、金环蛇、过树榕蛇、猫、豹狸肉为原料，加以鸡丝、鱼肚、冬菇丝、木耳丝及调料烹制而成，风味独到，堪称沪上一绝。

## 杏花楼月饼
杏花楼月饼，是杏花楼酒家最富盛名的产品之一。1928年，杏花楼首次推出广式月饼。专门聘请粤菜名厨定制独家配方。其中豆沙采用海门特级大红袍作为原料，莲蓉则使用湖南通心湘莲，椰蓉则采用海南特级椰丝，橄榄则选自广东西山，另有浙江北山的杏仁，云南头箩核桃等。此外玫瑰豆沙月饼亦是其一大特色，必须选用两年以上的玫瑰花来制作以取代高粱酒。而月饼配方现在则储存于上海浦东发展银行的保险箱中。
而杏花楼月饼的包装也是其一大特色。自1928年推出月饼之时起，杏花楼月饼便一直采用嫦娥奔月作为包装主题。当时，老板李金海特请当时上海最著名的画家杭樨英，依据中秋时令和神话传说故事，绘制了一幅“八月中秋月更明，月里嫦娥舞蹁跹”的图画作为包装。20世纪70年代，杏花楼曾经聘请沪上著名画家唐云绘制了一幅“嫦娥奔月”图。1985年，又延请知名画家李慕白再绘制了一副“嫦娥奔月”，并以此制作了纸盒和铁盒两种包装，并且一直沿用至今。
2018年，杏花楼在取得新版《出口食品生产企业备案证明》后，正式向美国、澳大利亚、新加坡与日本出口月饼，供应当地市场。